# Sébastien Frey
Sébastien Frey (n. 18 martie 1980, Thonon-les-Bains) este un fost fotbalist francez care a jucat pe poziția de portar.

## Statistici
La 26 December 2013.
|           |                       |            | Campionat | Campionat | Cupă            | Cupă            | Continental | Continental | Total   | Total  |
| Sezon     | Club                  | Campionat  | Meciuri   | Goluri    | Meciuri         | Goluri          | Meciuri     | Goluri      | Meciuri | Goluri |
| Franța    | Franța                | Franța     | Campionat | Campionat | Coupe de France | Coupe de France | Europa      | Europa      | Total   | Total  |
| --------- | --------------------- | ---------- | --------- | --------- | --------------- | --------------- | ----------- | ----------- | ------- | ------ |
| 1997–98   | Cannes                | Division 1 | 24        | 0         |                 |                 | -           | -           | 24      | 0      |
| Italia    | Italia                | Italia     | Campionat | Campionat | Coppa Italia    | Coppa Italia    | Cupa Ligii  | Cupa Ligii  | Total   | Total  |
| 1998–99   | Internazionale Milano | Serie A    | 7         | 0         | 2               | 0               | 0           | 0           | 9       | 0      |
| 1999–2000 | Hellas Verona         | Serie A    | 30        | 0         | 1               | 0               | -           | -           | 31      | 0      |
| 2000–01   | Internazionale Milano | Serie A    | 28        | 0         | 0               | 0               | 10          | 0           | 38      | 0      |
| 2001–02   | Parma                 | Serie A    | 29        | 0         | 0               | 0               | 10          | 0           | 39      | 0      |
| 2002–03   | Parma                 | Serie A    | 34        | 0         | 0               | 0               | 4           | 0           | 38      | 0      |
| 2003–04   | Parma                 | Serie A    | 33        | 0         | 2               | 0               | 5           | 0           | 40      | 0      |
| 2004–05   | Parma                 | Serie A    | 36        | 0         | 0               | 0               | 1           | 0           | 37      | 0      |
| 2005–06   | Fiorentina            | Serie A    | 18        | 0         | 5               | 0               | -           | -           | 23      | 0      |
| 2006–07   | Fiorentina            | Serie A    | 38        | 0         | 2               | 0               | -           | -           | 40      | 0      |
| 2007–08   | Fiorentina            | Serie A    | 35        | 0         | 1               | 0               | 13          | 0           | 49      | 0      |
| 2008–09   | Fiorentina            | Serie A    | 37        | 0         | 0               | 0               | 8           | 0           | 45      | 0      |
| 2009–10   | Fiorentina            | Serie A    | 36        | 0         | 3               | 0               | 9           | 0           | 48      | 0      |
| 2010–11   | Fiorentina            | Serie A    | 11        | 0         | 0               | 0               | 0           | 0           | 11      | 0      |
| 2011–12   | Genoa                 | Serie A    | 38        | 0         | 0               | 0               | 0           | 0           | 38      | 0      |
| 2012–13   | Genoa                 | Serie A    | 36        | 0         | 0               | 0               | 0           | 0           | 36      | 0      |
| 2013–14   | Bursaspor             | Süper Lig  | 16        | 0         | 0               | 0               | 0           | 0           | 16      | 0      |
| Țara      | Franța                | Franța     | 24        | 0         |                 |                 | -           | -           | 24      | 0      |
| Țara      | Italia                | Italia     | 446       | 0         | 16              | 0               | 60          | 0           | 522     | 0      |
| Țara      | Turcia                | Turcia     | 16        | 0         | 0               | 0               | 0           | 0           | 16      | 0      |
| Total     | Total                 | Total      | 486       | 0         | 16              | 0               | 60          | 0           | 562     | 0      |

| Franța | Franța  | Franța |
| An     | Meciuri | Goluri |
| ------ | ------- | ------ |
| 2007   | 1       | 0      |
| 2008   | 1       | 0      |
| Total  | 2       | 0      |